# هارون هنت
هارون هنت (بالإنجليزية: Aaron Hunt)‏ هو لاعب كرة قدم أمريكية ولاعب كرة القدم الكندية أمريكي، ولد في 19 يونيو 1980 في دنيسون في الولايات المتحدة.

## وصلات خارجية
- هارون هنت على موقع JustSportsStats.com (الإنجليزية)